# Mercedes-AMG F1 W09 EQ Power+
Chronologie des modèles (2018)
Mercedes AMG F1 W08 EQ Power+ Mercedes-AMG F1 W10 EQ Power+
La Mercedes-AMG F1 W09 EQ Power+ est la monoplace de Formule 1 engagée par Mercedes Grand Prix dans le cadre du championnat du monde de Formule 1 2018. Elle est pilotée par le Britannique Lewis Hamilton et par le Finlandais Valtteri Bottas. Mercedes est quatre fois consécutives championne du monde des constructeurs et Lewis Hamilton est le champion en titre. Conçue par les ingénieurs James Allison, Aldo Costa et Geoff Willis, la W09 EQ Power+ est présentée le 22 février 2018 sur le circuit de Silverstone en Angleterre,,.

## Création de la monoplace
La W09 est une monoplace à propulsion arrière avec une structure monocoque en polymère renforcé de fibres de carbone. En plus de la structure monocoque, de nombreuses autres pièces du véhicule, notamment les pièces de carrosserie et le volant, sont en PRFC. Les disques de frein sont également constitués d'un matériau composite renforcé de fibre de carbone résistant à la chaleur.
La W09 est le modèle successeur de la W08 EQ Power+ ; la réglementation technique restant stables pour 2018, les évolutions demeurent modestes. La W09 EQ est propulsé par un moteur V6 central de 1,6 litre turbocompressé PU106A Hybrid de Mercedes-AMG à quatre arbres à cames en tête, un compresseur supplémentaire à un étage, ainsi qu'un moteur électrique de 120 kW. La puissance est transmise par une boîte de vitesses séquentielle à six rapports actionnée par des palettes de changement de vitesse. L'embrayage, qui n'est utilisé qu'au démarrage à l'arrêt, est actionné par un levier sur le volant.
La largeur totale du véhicule est de 2 m, la largeur des essieux avant et arrière est de 1,6 m et la hauteur de 950 mm. L'aileron avant a une largeur de 1 800 mm, l'arrière a une largeur de 950 mm et une hauteur de 800 mm. Le diffuseur a une hauteur totale de 175 mm et une largeur de 1 050 mm. La voiture est équipée de pneus avant de 305 mm de large et de pneus arrière de 405 mm de large montés sur des roues de 13 pouces. Tout comme la W08, la W09 se caractérise par un empattement long, un choix qui, comme le mentionne le directeur technique James Allison, a porté ses fruits sur les circuits rapides, même si, à quelques reprises, la voiture a été qualifiée de « diva », en particulier par Lewis Hamilton, à cause de son comportement sur les circuits à virages lents.
La W09 dispose d'un système de réduction de la traînée (DRS) activé avec un interrupteur sur le volant de la voiture. La W09 EQ Power+ est équipé d'un halo qui amène le poids du véhicule à 733 kg. L'aileron sur le capot moteur du modèle précédent disparaît en raison d'un changement de la réglementation technique. Les pontons sont amincis pour optimiser le flux d'air le long des flancs et ne suivent pas le design inventé par Ferrari en 2017. La W09 introduit une nouveauté au niveau de sa prise d'air, divisée en quatre section au lieu de trois, pour maximiser l'écoulement d'air. Un des conduits centraux alimente en air le bloc thermique alors que les canaux latéraux rafraîchissent les radiateurs de l'ERS. Comme ses concurrents, Mercedes a introduit un petit aileron très étroit pour compenser la disparition du monkey seat et du T-wing.

## Conformité des jantes
À partir du Grand Prix de Belgique, Mercedes équipe ses roues arrière d'une jante dotée d'orifices et rainures destinés à réduire la transmission de chaleur entre l'essieu et la roue. De nouveaux changements sont ensuite apportés aux suspensions et au design du moyeu de roue arrière au Grand Prix de Singapour.
Après le Grand Prix du Japon, Mercedes, afin d'éviter les suspicions, demande une clarification au département technique de la FIA pour vérifier s'il ne s'agit pas d'une infraction à l'article 3.8 de la réglementation technique qui stipule que toute pièce jouant un rôle aérodynamique doit rester immobile par rapport à la partie suspendue de la voiture. La FIA doit déterminer si l'air traversant les trous et les rainures dans les cales contreviennent au règlement. La FIA les juge conforme mais, afin d'éviter une réclamation de son rival Ferrari, Mercedes modifie ses jantes avant le Grand Prix des États-Unis,,,.
Après les États-Unis, les écuries se rendent au Mexique et les commissaires du Grand Prix donnent le feu vert à Mercedes pour l'utilisation de ses jantes controversées mais l'écurie allemande, comme à Austin, renonce à les utiliser,. À l'issue de la course mexicaine, Lewis Hamilton est sacré champion du monde. 
La polémique reprend au Grand Prix suivant, au Brésil, Mercedes ayant modifié l'entretoise de ses jantes pour disputer les essais libres du vendredi,. Par prudence, elle dispute la course sans. Sur le tracé d'Interlagos, Lewis Hamilton remporte une nouvelle victoire et offre à Mercedes le titre de champion du monde des constructeurs.
Mercedes réutilise ses jantes arrière aérées controversées lors du dernier Grand Prix de la saison, à Abou Dabi,. Lewis Hamilton réalise la pole position puis remporte la course,.

## Livrée
La W09 est principalement peinte en argent, comme les anciennes Flèches d'Argent de Mercedes. De plus, pour honorer le sponsor principal, Petronas, on retrouve quatre bandes cyan, en l'honneur des quatre championnats du monde des constructeurs remportés d'affilée, sur les côtés sur toute la longueur du véhicule ainsi que des accents noirs.

## Résultats en championnat du monde de Formule 1
| Saison | Écurie                           | Moteur                                              | Pneus   | Pilotes         | Courses | Courses | Courses | Courses | Courses | Courses | Courses | Courses | Courses | Courses | Courses | Courses | Courses | Courses | Courses | Courses | Courses | Courses | Courses | Courses | Courses | Points inscrits | Classement |
| Saison | Écurie                           | Moteur                                              | Pneus   | Pilotes         | 1       | 2       | 3       | 4       | 5       | 6       | 7       | 8       | 9       | 10      | 11      | 12      | 13      | 14      | 15      | 16      | 17      | 18      | 19      | 20      | 21      | Points inscrits | Classement |
| ------ | -------------------------------- | --------------------------------------------------- | ------- | --------------- | ------- | ------- | ------- | ------- | ------- | ------- | ------- | ------- | ------- | ------- | ------- | ------- | ------- | ------- | ------- | ------- | ------- | ------- | ------- | ------- | ------- | --------------- | ---------- |
| 2018   | Mercedes-AMG Petronas Motorsport | Mercedes-AMG V6 turbo hybride F1 W09 EQ Power+ 1.6L | Pirelli |                 | AUS     | BAH     | CHI     | AZE     | ESP     | MON     | CAN     | FRA     | AUT     | GBR     | ALL     | HON     | BEL     | ITA     | SIN     | RUS     | JAP     | USA     | MEX     | BRE     | ABU     | 655             | Champion   |
| 2018   | Mercedes-AMG Petronas Motorsport | Mercedes-AMG V6 turbo hybride F1 W09 EQ Power+ 1.6L | Pirelli | Lewis Hamilton  | 2e      | 3e      | 4e      | 1er     | 1er     | 3e      | 5e      | 1er     | Abd.    | 2e      | 1er     | 1er     | 2e      | 1er     | 1er     | 1er     | 1er     | 3e      | 4e      | 1er     | 1er     | 655             | Champion   |
| 2018   | Mercedes-AMG Petronas Motorsport | Mercedes-AMG V6 turbo hybride F1 W09 EQ Power+ 1.6L | Pirelli | Valtteri Bottas | 8e      | 2e      | 2e      | 14e*    | 2e      | 5e      | 2e      | 7e      | Abd.    | 4e      | 2e      | 5e      | 4e      | 3e      | 4e      | 2e      | 2e      | 5e      | 5e      | 5e      | 5e      | 655             | Champion   |

Légende : ici 
- *Le pilote n'a pas terminé la course mais est classé pour avoir parcouru 90 % de la distance prévue